# 天野彰
天野 彰（あまの あきら、1943年（昭和18年）7月3日 - ）は日本の建築家。株式会社アトリエ・フォア・エイ（アトリエ4A）主宰。一般社団法人 シニア社会学会理事、一般社団法人 緑の循環認証会議(SGEC/PEFC-J) 評議委員

## 人物
愛知県岡崎市生まれ。
日本大学理工学部卒業後に一級建築士として事務所のアトリエ4Aを設立した。通商産業省（後の経済産業省）の産業構造審議会や厚生労働省の大規模災害救助研究会などの専門委員を歴任した。

## 略歴
- 1943年7月3日 - 愛知県岡崎市康生町に生まれる
- 1963年
  - 日本大学理工学部在籍中に東京大学生田教授の研究室にて学生所員となる
  - 大分県臼杵市の「酒樽の家（小手川邸）」を岸崎隆生と共同設計。
- 1966年 - 日本大学理工学部を卒業
- 1967年
  - 一級建築士事務所・アトリエ4Aを設立
  - クボタGコラム万博設計競技にて最優秀賞
  - 大阪万国博覧会にて「生活産業館」の浜口隆一プロデューサーの補佐として全体計画に携わり、同館出展の大建工業、内田洋行、YKK吉田工業、田中金属工業などブースデザイン及び回転劇場をプロデュース
- 1974年 - 建築家集団日本住改善委員会を設立
- 1983年 - 通商産業省の旧「産業構造審議会」の住宅専門委員
- 1984年
  - 住まい文化キャンペーン推進委員会企画委員
  - 厚生省の「住まいと福祉の研究会」の発起委員
- 1998年 「住まいと建築の健康を考える会」の創設と同時に エドワード鈴木氏など建築家たちと各健康材料メーカーと  住まいの健康道場『家っぐ』ショウルームを渋谷に開設運営。
- 2003年　一般社団法人 シニア社会学会　理事
- 2004年　一般社団法人  コミュニティネットワーク協会　理事
- 2007年　日本建築仕上学会　副会長
- 2010年　一般社団法人 緑の循環認証会議(SGEC/PEFC-J) 　評議委員
- 現在
- 共同通信、ハウスネットギャラリ―コラム『天野彰快適住まい』などに連載中。
- 一般社団法人シニア社会学会 理事・SGEC［緑の循環認証会議］ 評議委員として活動中。
- 住宅、医療福祉施設、子育て支援施設などの設計監理を全国にわたり活躍中。

## 著書
- 『住まいのソフトウェア 図解・収納と増改築 都市に住む人のために』著・作画 凱風社 (がいふう絵解シリーズ 1983
- 『"狭楽しく"住む法 住まいをグーンと広くする』新声社 1983
- 『より広く、より快適に頭のいい住まい方 ちょっとの工夫が"わが家"を楽しくする』経済界 (リュウブックス)1984
- 『居住のソフトウェア』1986 講談社現代新書
- 『住まいカレンダー 家族みんなで楽しむ改造法』学陽書房 1986
- 『住・居・人の発想』フォー・ユー 1989
- 『親と同居子と同居 どうしたら親と子が仲良く暮らせる家がつくれるか』蔵書房 1991
- 『老楽しく住む』蔵書房 1992
- 『「増・改・築」失敗しないための99の秘訣 人生が2倍楽しくなる』ニューハウス出版 1993
- 『幸せが住む家づくり部屋づくり 新築に!リフォームに!健康に暮らせる創意工夫・実例集50』小学館 1994
- 『地震に勝つ家負ける家 あなたの家は大丈夫か』山海堂 1995
- 『安心!納得!快適!はじめての家づくり 間取り、工法から家相、リフォームまで』日本実業出版社 1996
- 『「健康住宅」の建て方・住み方・選び方 こんな住宅、怖くて住めない!』かんき出版 1997
- 『家族関係をよくする家づくり 自由だけど、いっしょに暮らす住まい』講談社 1998
- 『リフォームは、まず300万円以下で 絶対に得する建築家の知恵』講談社 1999
- 『「いい住まい」の本 住む人が幸せになる家・後悔しない家』PHPエディターズ・グループ 2000
- 『家づくり建築家の知恵袋 「子ども部屋」のために家を建てるな』2000 講談社+α新書
- 『建築家の住まい学今の家を広く住む』2001 講談社+α文庫
- 『天野式驚異のリフォーム術 "狭い"家を2倍広く使う!』すばる舎 2002
- 『日本一住みやすい「家」をつくるには』風讃社 2003
- 『家づくり迷ったときの建築家の知恵袋』2003 (講談社+α新書)
- 『新しい二世帯「同居」住宅のつくり方』2004 (講談社+α新書)
- 『地震から生き延びることは愛 家族を守る「家づくり」「リフォーム」「防災術」』2005 文春新書
- 『夫婦の家』2006 (講談社+α新書)
- 『建築家が考える「良い家相」の住まい』講談社 2007
- 『六十歳から家を建てる』2007 新潮選書
- 『ライフステージにあわせた家づくり 大人の夫婦の「いい家」の条件』東京書籍 2008
- 『減築のすすめ』講談社 2008
- 『転ばぬ先の家づくり 100歳になっても安心なリフォーム&新築術』祥伝社 2011
- 『「おひとりさま」の家づくり』2011 新潮新書
- 『脳が若返る家づくり部屋づくり 生き生き暮らせるおすすめプラン36』廣済堂出版 2013

共著
- 『50代から生涯暮らすリフォーム 3,000軒を設計した建築士が教える 後悔しない47の工夫』天野彰人共著 KADOKAWA 2018

## 出演
- 2001年6月～2004年3月　アサヒコム『いい家朝日』にてコラム「天野彰の元気がでるいい家日記」連載。
- 2004年4月～2012年12月　朝日新聞デジタル『住まい』コラム「天野彰のいい家いい家族」連載。
- 2004年4月 NHK教育・今夜もあなたのパートナー『もっと知りたい！暮らしのQ＆A』に出演（伊藤かずえ氏と12回生放送）
- 2005年2月 TBSテレビ『夢の扉』
- 2005年8月 文化放送『ラジオグラフィティ』
- 2006年7月 NHK総合『新トーキョー人の選択』
- 2006年11月 NHK総合 『家計診断 おすすめ悠々ライフ』
- 2007年6月 TOKYOFM『Tapestry』
- 2007年6月 フジテレビ系『とくダネ！』（熟年夫婦の家づくり）
- 2007年7月  NHK総合テレビ『家計診断おすすめ悠々ライフ」
- 2008年3月 NHK総合テレビ『新トーキョー人の選択』「子育てだれに頼る？」
- 2009年9月 朝日放送 大改造!!劇的ビフォーアフター
- 2010年1月 テレビ東京 トコトンハテナ
- 2011年6月　 ハウスネットギャラリー　コラム連載開始
- 2014年12月 フジテレビ 解決！ナイナイアンサー
- 2015年4月  フジテレビ 新報道2001
- 2016年11月 BS-TBS ホンネDEジャパン
- 2017年4月　NHKラジオ第一放送「先読み！夕方ニュース」
- 2017年6月　NHKラジオ第一放送「先読み！夕方ニュース」
- 2017年9月　NHKラジオ第一放送「先読み！夕方ニュース
- 2017年10月 NHKラジオ第一放送「先読み！夕方ニュース」
- 2017年12月 NHKラジオ第一放送「先読み！夕方ニュース」
- 2018年1月　NHKラジオ第一放送「先読み！夕方ニュース」
- 2018年2月　NHKラジオ第一放送「先読み！夕方ニュース」
- 2018年3月　NHKラジオ第一放送「先読み！夕方ニュース」
- 2018年4月　NHKラジオ第一放送　Nらじ「ニュースアップ」
- 2018年9月　ＮＨＫ Ｅテレ「あしたも晴れ！人生レシピ」
- 2019年5月 　フジテレビ 「奇跡体験!アンビリバボ-」
- 2019年12月  共同通信  ハウスネットギャラリ―コラム『天野彰快適住まい』配信開始
- 2020年6月　NHKラジオ第一放送　Nらじ「ニュースアップ」
- 2020年7月　ＮＨＫ Ｅテレ「あしたも晴れ！人生レシピ」

## 作品
- フンドーキンマンション （大分県大分市）
- 旧・成田市公設地方卸売市場青果市場 （千葉県成田市）
- 内田洋行鹿沼工場 （栃木県鹿沼市）
- 大分醤油協業組合工場 （大分県臼杵市）
- 大分味噌協業組合工場 （大分県臼杵市）
- 岡崎マルサン本社工場 （愛知県岡崎市）
- フンドーキン醤油臼杵本社工場 （大分県臼杵市）
- 岡崎市福祉会館 （愛知県岡崎市）
- 花屋敷アネックスビレッジコテージ （兵庫県宝塚市）
- 大阪駅前リクルート渡辺ビル （大阪府大阪市）
- 堀江オルゴール館 （兵庫県西宮市）
- 仙台味噌醤油（株）松山町工場 （宮城県仙台市）
- 老人保健施設ゆうゆう （茨城県石岡市）
- 徳田病院 （神奈川県横浜市）
- 芙蓉ミオファミリア町田 （東京都町田市）
- 佐々重古城ビル （宮城県仙台市）
- 伊与田バレエスタジオ （神奈川県横須賀市）
- 榊原圭以好アートバレエ （愛知県岡崎市）
- 京料理 小晴 （静岡県浜松市）
- 當光寺（東京都港区）
- ライフモア保土ヶ谷 （神奈川県保土ヶ谷市）
- しらさぎの里 多野藤岡医療事務市町村組合 老人保健施設（群馬県藤岡市）
- たいよう保育所（埼玉県嵐山町）
- 介護老人保健施設 みんなの笑顔 （東京都練馬区）
- 我孫子聖仁会病院増築 （千葉県我孫子市）
- 特別養護老人ホームさつきの里 （千葉県白井市）
- 特別養護老人ホームけやきの里 （千葉県我孫子市）
- 近藤中央歯科医院(津久見市)